# William Rémy
William Rémy (ur. 4 kwietnia 1991 w Courbevoie) – francuski piłkarz gwadelupskiego pochodzenia występujący na pozycji obrońcy.

## Kariera klubowa

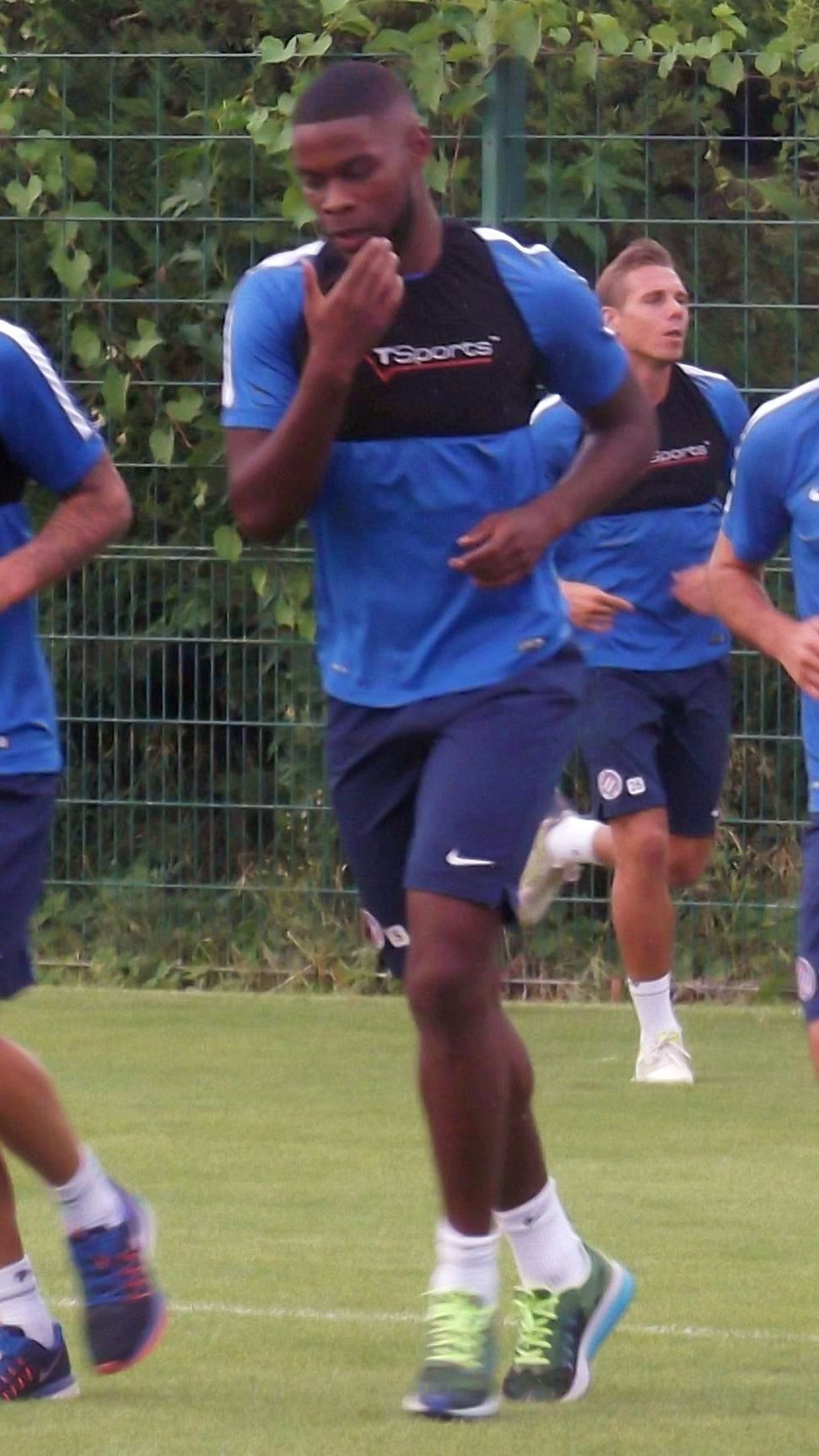
William Rémy (2015)

Grę w piłkę nożną rozpoczął w 2001 roku w klubie Saint-Michel Sports z miejscowości Saint-Michel-sur-Orge. Następnie trenował w ESA Linas-Montlhéry, skąd w 2004 roku przeniósł się do RC Lens. Przez 6 kolejnych lat grał on w zespołach młodzieżowych tego klubu, w październiku 2008 roku zaliczając jeden mecz w Ligue 2 przeciwko En Avant Guingamp (1:0). W sezonie 2010/11 wypożyczono go do US Créteil-Lusitanos (Championnat National), gdzie zaliczył 21 spotkań. Latem 2012 roku odrzucił propozycję podpisania nowego kontraktu z RC Lens i przeszedł do Dijon FCO, gdzie przez 3 sezony rozegrał 57 meczów na poziomie Ligue 2.
Przed sezonem 2015/16 jako wolny agent podpisał umowę z Montpellier HSC. 29 sierpnia 2015 zadebiutował w Ligue 1 w zremisowanym 0:0 meczu z Troyes AC i od tego momentu rozpoczął regularne występy w podstawowym składzie. W styczniu 2017 roku w przegranym 1:5 spotkaniu z Olympique Marsylia otrzymał czerwoną kartkę za zagranie piłki ręką w polu karnym, co w konsekwencji spowodowało stratę bramki po rzucie karnym. W trakcie jego zawieszenia zespół objął trener Jean-Louis Gasset, który nie widział dla niego miejsca w składzie i ani razu nie desygnował go do gry. Za kadencji kolejnego szkoleniowca Michela Der Zakariana, który kontynuował przebudowę składu, Rémy grał wyłącznie w zespole rezerw. Jesienią 2017 roku wystawiono go na listę transferową.
W styczniu 2018 roku podpisał trzyipółletnią umowę z Legią Warszawa prowadzoną przez Romeo Jozaka. 9 lutego 2018 zadebiutował w Ekstraklasie w wygranym 3:2 meczu z Zagłębiem Lubin. 11 marca 2018 w spotkaniu z Lechią Gdańsk (3:1) zanotował pierwszego gola w polskiej lidze.    

## Kariera reprezentacyjna
W latach 2007–2010 grał w juniorskich reprezentacjach Francji w kategorii U-17, U-18 i U-19. W 2008 roku wystąpił na Mistrzostwach Europy U-17 rozegranych w Turcji, gdzie Francja dotarła do finału, przegrywając w nim 0:4 z Hiszpanią. Rémy na turnieju rozegrał 4 spotkania i zdobył 1 bramkę. W spotkaniu finałowym nie mógł on wystąpić z powodu zawieszenia za żółte kartki.

## Sukcesy
Francja U-17
- wicemistrzostwo Europy: 2008

Legia Warszawa
- mistrzostwo Polski: 2017/18, 2019/20
- Puchar Polski: 2017/18